# Ярошенко, Владимир Григорьевич
Влади́мир Григо́рьевич Яроше́нко  (22 июня (4 июля) 1888, Миргород — 2 июля 1957, Киев) — украинский языковед. Ученик Алексея Шахматова.

## Биография
- В 1912 году окончил Петербургский университет.
- В 1926—1934 годах работал научным сотрудником Института языкознания ВУАН. Репрессирован в 1934 году.
- В 1944—1957 годах находился на редакторской работе.

## Научная деятельность
Автор первого подробного описания языка украинско-молдавских грамот XIV—XV веков (написано в 1909 году, опубликовано в 1931 году).
Один из составителей второго тома Русско-украинского словаря Академии наук (1929—1933).
Автор трудов по фонетической транскрипции украинского языка (1919) и в деле украинской медицинской терминологии (1934).
Автор и редактор нескольких учебников по украинскому и русскому языку для средних школ.